# Bob Olin
Robert Lous „Bob“ Olin (* 4. Juli 1908 in Brooklyn, New York; † 16. Dezember 1956 in der Bronx, ebenda) war ein US-amerikanischer Boxer und vom 16. November 1934 bis 31. Oktober 1935 sowohl universeller als auch NYSAC-Weltmeister. Er errang den Gürtel gegen seinen Landsmann Maxie Rosenbloom.
Er gewann alle 35 Amateurkämpfe und erhielt den New York Metropolitan Amateur Athletic Union Titel.
Seinen letzten Kampf bestritt er am 25. Februar 1939 gegen Art (Young) Campbell und siegte durch klassischen K. o. in der vierten Runde.